# Zalmen
De zalmen (Salmonidae) vormen de enige familie binnen de orde Salmoniformes. De familie telt 228 soorten vissen die zalmen, forellen of houtingen worden genoemd. De term zalmen wordt meestal gebruikt voor de trekkende anadrome soorten oftewel trekvissen. Soms echter ook vanwege het grote formaat van de soort. Zo is de Donauzalm een uitgesproken zoetwaterbewoner. Daarnaast zijn er zalmachtige soorten die forel, houting of vlagzalm heten en toch (gedeeltelijk) anadroom zijn en soms een flink formaat kunnen bereiken (bijvoorbeeld de zeeforel).
Er zijn auteurs die de houtingen en de vlagzalmen niet meer als onderfamilies van de salmonidae behandelen, maar als aparte families binnen de orde van de salmoniformes.
Bijna alle zalmen en forellen hebben achter de rugvin een tweede vinnetje zonder vinstralen, de zogenaamde vetvin. Ze worden genoemd naar de bekendste soort, de Atlantische zalm (Salmo salar).

## Consumptie
Zalm wordt vooral gebruikt als voedsel en wordt gezien als een lekkernij. Gerookte zalm wordt vaak gebruikt bij een buffet. Men kan zalm eten op brood of op een toastje.
Het vlees van verse Atlantische zalm is dieproze en vast van structuur. De hooggewaardeerde rode zalm uit de Stille Oceaan heeft dieprood gekleurd vlees. De vis wordt in zijn geheel, in moten of in filets aangeboden. Ook het vlees van de Cohozalm wordt zeer gewaardeerd. In de gebruikelijke zalmblikjes zit vaak roze zalm, de meest algemene soort van de Pacifische zalmen.

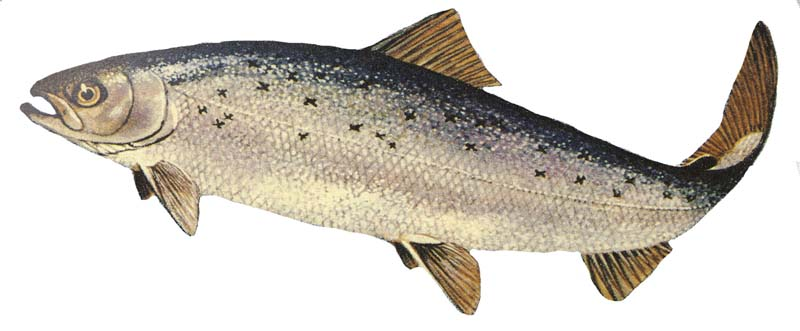
Atlantische zalm
(Salmo salar)

Er is ook gekweekte zalm.

## Onderfamilies en geslachten
- Onderfamilie: Coregoninae (houtingen, ook wel opgevat als aparte familie)
  - Coregonus Linnaeus, 1758
  - Prosopium Jordan, 1878
  - Stenodus Richardson, 1836
- Onderfamilie: Salmoninae (echte zalmen, ook wel opgevat als familie)
  - Brachymystax Günther, 1866
  - Hucho Günther, 1866
  - Oncorhynchus Pacifische zalmen, Suckley, 1861 
  - Parahucho Vladykov, 1963
  - Salmo Linnaeus, 1758
  - Salvelinus Richardson, 1836
  - Salvethymus Chereshnev & Skopets, 1990
- Onderfamilie: Thymallinae (ook wel opgevat als aparte familie Thymallidae)
  - Thymallus Linck, 1790

## Video
- Bioscoopjournaal uit 1928. Ambachtelijke zalmvisserij op de Waal. Het vanuit een grote roeiboot uitzetten en weer inhalen van een lang drijvend net.